# محافظة كندية

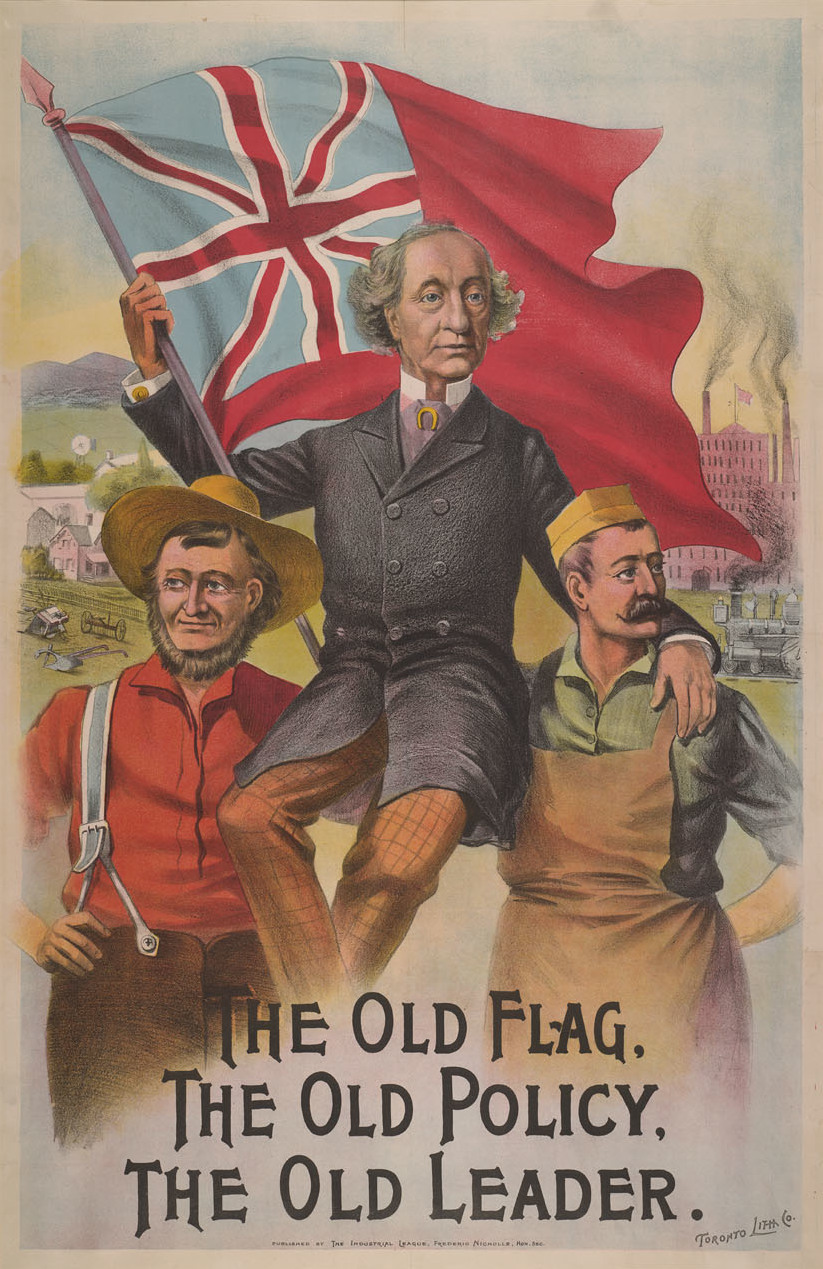

تُعد المحافظة الكندية ممثلة بشكل رئيسي في حزب المحافظين الكندي المعاصر على مستوى السياسة الحزبية الفيدرالية، وفي بعض أحزاب وسط اليمين والأحزاب اليمينية على مستوى المقاطعات. انتُخب أول حزب أطلق على نفسه تسمية «محافظ» في انتخابات مقاطعة كندا في عام 1854، وهي المقاطعة التي سُمّيت الدولة باسمها في ما بعد.
لم تحظَ سياسات اليمين المتطرف بمكانة بارزة في المجتمع الكندي. تنبثق الأيديولوجيا المحافظة في كندا من مبادئ المحافظين البريطانية، لا من الليبرالية الأمريكية. خلافًا للمحافظين في الولايات المتحدة، يميل المحافظون في كندا إلى شكل حكومة نظام وستمنستر البرلماني البريطاني، ويعود السبب في هذا إلى إعادة توطين الموالين للإمبراطورية المتحدة بعد انتهاء الثورة الأمريكية، والذين كانوا يتبنون آراءًا محافظة تقليدية بالإضافة إلى اعتناقهم قيم الليبرالية الاقتصادية. من هنا يُفهم كيف أن الولايات المتحدة الأمريكية هي جمهورية فيدرالية، في حين أن كندا ديمقراطية برلمانية فيدرالية بوجود ملكية دستورية.
في نسختها الأولية، مال تيار المحافظين الكندي إلى التمسك بالتقاليد. اشتُهرت حكومات المحافظين في كندا، مثل حكومات السير جون إيه. ماكدونالد، والسير روبرت بوردين، وآر. بي. بينيت، وجون ديفينبيكر، بتشجيعها الدور الحكومي الفاعل في الاقتصاد عبر إنشاء العديد من الأعمال التجارية التي تديرها الحكومة (مؤسسات التاج الملكي مثل السكك الحديدية الوطنية الكندية) وذلك لتنمية الصناعات الكندية وحمايتها، وبرامج الحماية مثل السياسة الوطنية. وهكذا، شابهت السياسة المحافظة الكندية نظيرتها البريطانية في قيمها ورؤاها الاقتصادية والسياسية. بشكل عام، أيّد المحافظون الكنديون استمرارية المؤسسات السياسية القديمة وتمتين العلاقات بالنظام الملكي.
في أواخر القرن العشرين، تبنّى التيار المحافظ في كندا السياسات النيوليبرالية الاقتصادية بما فيها التبادل التجاري الحر، والسعي إلى تحقيق التوازن في الميزانيات، ودعم خصخصة المؤسسات المملوكة من قبل الدولة بدعوى أنها ستعمل بشكل أنجع بإدارة القطاع الخاص. في ذلك الوقت، دبت الخلافات بين محافظي شرق كندا وغربها، إذ اعتبر محافظو الغرب أن برلمان كندا الاتحادي خاضع لمصالح شرق البلاد فحسب. أدى هذا الصراع إلى إنشاء حزب الإصلاح الكندي بوصفه حزبًا معارضًا شعبويًا مقره في غرب كندا ينادي بالإصلاح الدستوري لتحقيق الاتزان في مصالح كل المناطق، وسعى إلى توسيع قاعدته الحزبية وخصوصًا في أونتاريو ليحل محل حزب المحافظين التقدمي الكندي. رغم تبني حزب المحافظين التقدمي وحزب الإصلاح سياسات اقتصادية متشابهة، أراد الإصلاحيون تطبيق تخفيضات أكبر في الخدمات الحكومية مما سعى إليه المحافظون التقدميون، واتخذ الإصلاحيون مواقف اجتماعية شديدة المحافظة في حين وقف المحافظون التقدميون على الحياد في ما يخص المسائل الاجتماعية المثيرة للجدل. لقي الإصلاحيون التقدميون انهيارًا لم يسبق له مثيل في الانتخابات الفيدرالية لعام 1993، وتفوق الإصلاحيون عليهم باعتبارهم أكبر حزب محافظ في البرلمان الكندي. بعد عدة انتخابات شهدت عدم تحقيق أي من الحزبين مكاسبَ تُذكر، اتفق الحزبان على الاندماج في حزب المحافظين الكندي الجديد في عام 2003.

## المذاهب السياسية

### المحافظون الزرق
في دوائر السياسة الكندية، المحافظون الزرق هم المحافظون الذين يتبنون بصورة أكبر أفكار السوق الحرة أو الليبرالية الاقتصادية. قبل ستينيات القرن العشرين، ارتبط هؤلاء المحافظون غالبًا بالنخبة التجارية في مونتريال وتورونتو التي حازت على مواقع النفوذ في حزب المحافظين التقدمي. منذ منتصف سبعينيات القرن العشرين، تأثر هؤلاء بشكل أكبر بالحركة الليبرتارية والنسخة الأكثر فردانية من تيار المحافظين الأمريكي. يميل المحافظون الزرق إلى السياسات الليبرتارية مثل نقل صلاحيات السلطة الفيدرالية إلى حكومات المقاطعات، وتأدية دور حكومي أقل في الاقتصاد، وتخفيض الضرائب المفروضة، وغيرها من أفكار ليبرالية السوق الرئيسية. لا يُشير مصطلح المحافظين الزرق إلى النزعة الاجتماعية المحافظة.
من الأمثلة على إدارات المحافظين الزرق في كندا «ثورة الحس السليم» في ظل حكومة المقاطعة بأغلبية المحافظين التقدميين بقيادة رئيس وزراء أونتاريو مايك هاريس. وفقًا للمعايير الكندية، اعتُبر أعضاء حكومة هاريس راديكاليين في ما يتعلق بسياساتهم الاقتصادية ونمط حكومتهم. شرعت حكومة هاريس بالعديد من المبادرات، منها تخفيض دعم التعليم، والرعاية الاجتماعية، والرعاية الطبية، وخصخصة الخدمات الحكومية والرعاية الصحية، وبيع الطرقات السريعة في المقاطعات، والدمج القسري للمقاطعات. بالإضافة إلى ذلك، خُفضت الضرائب على الدخل في المقاطعات بنسبة 30% وخُفضت معدلات الضرائب على الشركات بنسبة قاربت النصف خلال فترة حكومة هاريس.
معظم المحافظين الزرق منحازون أيديولوجيًا نوعًا ما إلى المواقف الاقتصادية الليبرتارية للاتحاد الكندي السابق، وهكذا فقد دعموا الاندماج بين حزب المحافظين التقدمي والاتحاد لتشكيل حزب المحافظين الكندي الفيدرالي الجديد. تنضوي ضمن تيار المحافظين الزرق العديد من الشخصيات المحافظة التقدمية على المستويين الفيدرالي والمحلي مثل الزعيم السابق والمحامي العام لحزب المحافظين التقدمي بيتر ماكيه، والمنافس على رئاسة الحزب والرئيس السابق لمجلس الخزانة توني كليمينت، ورئيس وزراء أونتاريو السابق مايك هاريس، والزعيم الحالي لحزب المحافظين الكندي الفيدرالي آندرو شير.

### المحافظون الحمر
المحافظون الحمر هم أنصار الفلسفة السياسية ليمين الوسط أو المحافظة الأبوية المستقاة من التقاليد المحافظة البريطانية، ويتركزون بصفة رئيسية في كندا، ولكن لهم وجود أيضًا في المملكة المتحدة. تميل هذه الفلسفة إلى السياسات الاجتماعية المجتمعية، وفي نفس الوقت تلتزم المبادئ المالية وتُبدي احترامًا للنظامين الاجتماعي والسياسي. تُقارن هذه الفلسفة السياسية عادةً بفلسفة المحافظين الزرق أو «المحافظة العالية». ينظر بعض المحافظين الحمر إلى أنفسهم على أنهم محافظون غير منضوين تحت جناح حزب المحافظين.
في كندا، يوجد المحافظون الحمر في الأحزاب السياسية المحافظة على المستويين المحلي والفيدرالي. يقدم تاريخ المحافظين الحمر أمثلة على الفوارق الواضحة في تطور الثقافة السياسية في كندا ومثيلتها في الولايات المتحدة. اختلف تيار المحافظين في كندا عنه في أمريكا اختلافات جوهرية، بما فيها مواقفهما بخصوص القضايا الاجتماعية ودور الحكومة في المجتمع. تُشير الصفة «أحمر» إلى الطبيعة الميالة نحو اليسار والتي يتّسم بها المحافظون الحمر مقارنة بالمحافظين الزرق، نظرًا إلى الميل التقليدي لدى الأحزاب الاشتراكية واليسارية إلى استخدام اللون الأحمر. على كل حال، يرتبط اللون الأحمر في كندا الآن بشكل عام بالحزب الليبرالي المنتمي إلى الوسط. يعكس المصطلح النطاق الأيديولوجي الواسع الذي يشمله التيار المحافظ في كندا.
من ناحية تاريخية، ينبع التيار المحافظ في كندا من التقاليد المحافظة البريطانية، مع وجود اهتمام واضح لديه بتحقيق التوازن بين الحقوق الفردية والجماعية يتحقق عبر الالتزام بالمعايير الأخلاقية من الحقبة ما قبل الصناعية؛ وهو ما لم يكن واضحًا بمثل هذا الوضوح لدى التيار المحافظ الأمريكي. يستمد تيار المحافظين الحمر أفكاره إلى حد كبير من التقاليد المحافظة الكلاسيكية التي أكدت أن التقسيم غير المتكافئ للثروة والمزايا السياسية بين الطبقات الاجتماعية يمكن تبريره في حال التزم أعضاء الطبقة ذات الامتيازات بمسؤوليات مقتضيات النبالة وأسهموا في الصالح العام. دعم المحافظون الحمر المؤسسات التقليدية مثل الدين والنظام الملكي، ودعموا المحافظة على النظام الاجتماعي. ظهر هذا الموقف لاحقًا بشكل جليّ في تأييدهم بعض جوانب دولة الرفاه. يقع هذا الاعتقاد بالصالح العام في صلب تيار المحافظين الحمر، كما جاء ذكره بشكل موسع في كتاب كولين كامبيل ووليام كريستشان الأحزاب والأيديولوجيات السياسية في كندا.

== المراجع ==